# Jackiewiczowie
Jackiewicz – rodzina szlachecka, zamieszkująca Wielkie Księstwo Litewskie i tereny dzisiejszej Litwy i Białorusi.
Według herbarza polskiego, na Litwie mieszkały cztery rodziny o nazwisku Jackiewicz. Część rodu uległa rusyfikacji i zamieszkała w carskiej Rosji, m.in. w Petersburgu. W herbarzach rosyjskich wymieniani jako 'Яцкевичи'.

## Jackiewiczowie (herbu Bawola Głowa)
zamieszkujący (powiat wileński i lidzki), województwa wileńskiego, pw. 1500.
Znani:

Herb Bawola Głowa

- Jan Jackiewicz – w 1635, otrzymał zgodę króla Władysława IV Wazy (tzw. konsens) na zakup od Rylskiego prawa lennego do pustowszczyzny Pustyhorod, w stanie Nowogródka Siewierskiego.
- Jakub Jackiewicz (zm. 1799) – pijar, wikariusz parafialny w Warężu.
- Windelian Jackiewicz (zm. w Warszawie w czasach II wojny północnej) – jezuita w powiecie lidzkim[1].

- Dowiedli szlachectwa w sądzie ziemskim pilzneńskim województwa sandomierskiego:

w 1711: Ludwik Jackiewicz zamieszkały w Wieliżu.
w 1721: Katarzyna Jackiewicz (żona Michała Rohozy).
w 1783: Martynian Jackiewicz (syn Gabriela i Benigny Lisandrównej; wnuk Jana i Elżbiety Leparskiej).
- Jackiewicze, którzy dowiedli szlachectwa przed Deputacyą Wywodową Wileńską:

w 1835: Mateusz Antoni, Józef Ksawery, Wincenty Józef z synem Aleksandrem, Marcinem i Ludwikiem Bartłomiejem – synowie Samuela, wnukowie Władysława Aleksandra, prawnukowie Jana (w roku 1700, dziedzica dóbr i folwarku Zajęczyce, w powiecie lidzkim nad rzeką Dzitwą). W roku 1865 folwark (w którym zamieszkiwało 26 osób) był już własnością rodziny Łęskich. W roku 1895 Zajęczyce znajdowały się w 1 okr. polskim (gm. i okr. wiejski Gończary); 16 wiorst od Lidy.

## Jackiewiczowie (herbu Leliwa)
zamieszkujący województwo wileńskie.
Znani:

Herb Leliwa

- Mikołaj Jackiewicz – ziemianin wileński w 1638.

## Jackiewiczowie (herbu Gozdawa)
zamieszkujący powiat kowieński, województwa trockiego, pw. 1855.

Herb Gozdawa

## Jackiewiczowie (herbu Jelita)
zamieszkujący powiat miński województwa mińskiego, pw. 1859.
Znani:

Herb Jelita

- Jan Jackiewicz, który podpisał elekcję Jana III Sobieskiego[4].